# Kobayashi Ataru
Kobayashi Ataru (japanisch 小林 中, zur Unterscheidung der vielen Kobayashi umgänglich Kobachū genannt; geboren 17. Februar 1899 in Isawa (石和町), Bezirk Higashi Yastsushiro (東八代郡) in der Präfektur Yamanashi; gestorben 28. Oktober 1981 in Tōkyō) war ein japanischer Unternehmer. Er war einer der „Vier Himmelskönige der Finanz- und Wirtschaftswelt“ (財界四天王, Zaikai Shitennō) während des Wiederaufbaus nach dem Pazifikkrieg.

## Leben und Wirken
Kobayashi Ataru brach sein Studium an der Waseda-Universität ab und übernahm die Leitung der Isawa Bank (石和銀行) in seiner Heimatpräfektur. 1929 wechselte er zur „Fukoku Chōhei Hoken“ (富国徴兵保険), der jetzigen „Fukoku Mutual Life Insurance Co.“ (富国生命). Dort stieg er bis zum Generalmanager auf.
Nach dem Pazifikkrieg wurde Kobayashi 1951 erster Direktor der „Development Bank of Japan“ (開発銀行, Kaihatsu Ginkō) Daneben war er Vorsitzender der „Arabian Oil Company“ (アラビア石油, Arabia sekiyu) und der Japan Airlines. 1957 führte er als Sondergesandter der japanischen Regierung die Friedensverhandlungen, einschließlich der Entschädigungszahlung, mit Indonesien. Er war ein starker Unterstützer der konservativen Politiker, darunter Yoshida Shigeru und Ikeda Hayato.